# Apulum
L'antica città di Apulum (oggi Alba Iulia in Romania), che sorgeva all'incrocio di antiche vie di commercializzazione dell'oro e del sale (considerando la sua notevole vicinanza alle miniere aurifere dell'Alburnus Maior), fu fondata dai Romani durante la conquista della Dacia già a partire dal 102, con un nucleo di veterani. Fu il centro urbano principale e più esteso dell'intera Dacia, fu importante fortezza legionaria (legio XIII Gemina) con le sue canabae e centro giuridico della Superior (poi Apulensis). Era costituito, oltre al centro militare, dal municipium Aurelium Apulense, divenuto poco dopo colonia Aurelia Apulensis e da un municipium Septimium Apulense più a nord.

## Storia
In epoca romana, la zona era sede di un grande accampamento fortificato della legio XIII Gemina, che divenne il nucleo iniziale dell'antica Apulum, il cui nome derivava dal precedente toponimo Apoulon usato dai Daci.
Accanto vi sorsero altre due città (prima municipia e poi coloniae), che divennero presto tra le più importanti della Dacia, grazie anche agli arricchimenti apportati progressivamente, con la costruzione del palazzo del governatore, di templi, terme ed altri monumenti, che fecero dell'insieme delle tre città un importante centro politico, militare, economico e culturale. A partire da Antonino Pio divenne inoltre sede giurisdizionale del governatore provinciale (legatus Augusti pro praetore), e come tale anche importante centro commerciale e di scambi con i popoli limitrofi. Dopo il 170 fu costruito il praetorium, dove cominciò a risiedere il governatore delle tre Dacie, poco ad est della fortezza legionaria.
Sotto Marco Aurelio il pagus ulpiano divenne municipium Aurelium Apulense. Il suo nucleo principale misurava 1.000 x 400 metri (40 ettari), ampliato sotto Commodo a 1.500 x 500 metri (75 ettari) e trasformato in colonia Aurelia Apulensis. Un nuovo municipio fu creato poco più a nord, sul lato opposto del fiume Ampoi, e comunque a sud della fortezza legionaria e della canabae, sotto l'imperatore Settimio Severo, il cui nome era municipium Septimium Apulense (di 600 x 560 metri, pari a 33,6 ettari).
La ricchezza della città dovuta al commercio ed alla vicinanza con le miniere d'oro dell'Alburnus Maior, fece sì che ricevette l'appellativo di Chrysopolis, ovvero di "città dell'oro", ai tempi dell'imperatore Treboniano Gallo.

## Sito archeologico
L'ubicazione si trova presso l'attuale città di Alba Iulia in Romania, tra i fiumi Ampoi e Marisus da un lato ed i Monti Apuseni dall'altro, il che dà alla zona un clima temperato favorendo fin dai tempi più antichi gli insediamenti umani: le ricerche archeologiche hanno infatti portato alla scoperta di reperti risalenti al Neolitico e all'Età del bronzo.
Le dimensioni iniziali della fortezza legionaria erano di 400 x 400 metri, mentre le abitazioni civili limitrofe al castrum (le cosiddette canabae legionis) si estendevano per circa 500 x 700 metri. Il vicus si sviluppò rapidamente fino a divenire municipio romano durante il regno di Marco Aurelio. Poco distante sorse una colonia sotto l'imperatore Commodo, mentre Settimio Severo diede ad una parte delle canabae lo status di municipium Septinium.
L'estensione complessiva andò così a coprire un'area urbana di circa 300 ettari, che, comprese le aree circostanti, poteva raggiungere i 1.000 ettari, di molto superiore a quella della città di Ulpia Traiana Sarmizegetusa. Non a caso Apulum rappresentò la più grande concentrazione urbana della provincia romana dacica.
Come si può facilmente evincere dalla documentazione fotografica disponibile il sito è stato oggi restaurato con massicci interventi moderni che ne ricostruiscono l'aspetto originale.

### Tra storia e geografia
- Storia della Dacia e Dacia (regione storica)
- Dacia (provincia romana)
- Ulpia Traiana Sarmizegetusa capitale provinciale oltre a Potaissa, Napoca e Buridava